# Cão fazendeiro da Dinamarca e Suécia
Cão fazendeiro da Dinamarca e Suécia[Nota] (em dinamarquês e em sueco: Dansk-Svensk Gårdshund) é uma raça canina que tem sua origem na Dinamarca e na Suécia, e tornou-se popular em toda a Escandinávia. Historicamente, viveu em fazendas no este da Dinamarca e no sul da Suécia, servindo como um cão fazendeiro, guardando os seus donos, os animais de criação e da própria fazenda de estranhos e intrusos, e caçando ratos. Há algumas indicações de que a raça tenha se originado dos pinschers e terriers ingleses brancos de caça.